# Tomàs Bergadà Pi

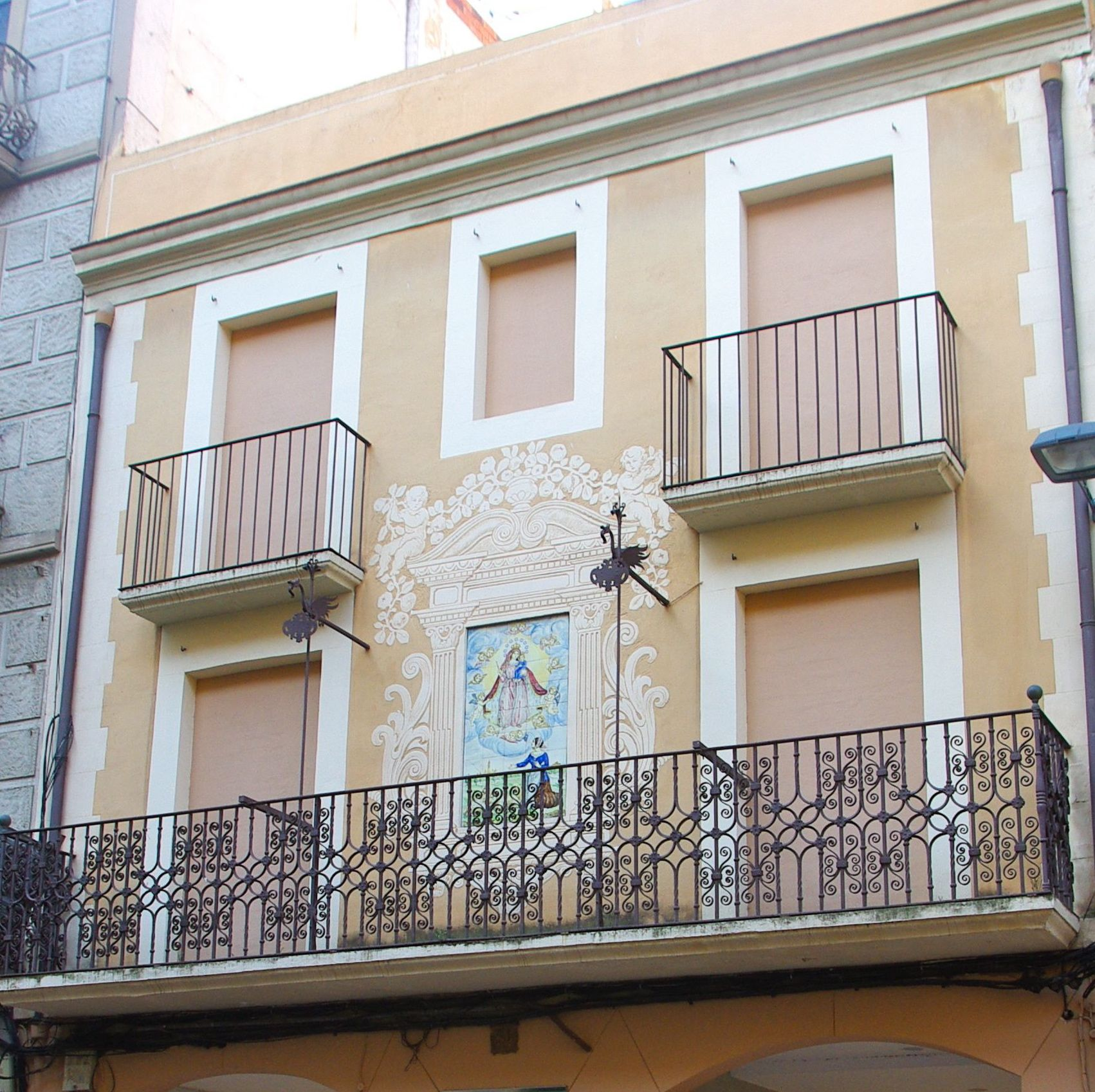
Esgrafiats de Tomàs Bergadà a la façana de la seva casa-taller

Tomàs Bergadà Pi (Reus, 27 de novembre de 1862 - 27 de setembre de 1937) va ser un pintor català nascut a Reus. Son pare era pastisser però no va voler seguir l'ofici, atret per la pintura.
Va ser deixeble d'Aleix Clapés i Puig a Reus i de Josep Llovera i Bufill a Barcelona. Va tenir una bona amistat amb Joaquim Mir, que el va influenciar en l'estil. El 1885 va retornar a Reus d'on ja no es va moure i va formar part d'un grup de pintors entre els que sobresortien també Ceferí Olivé Cabré i Pere Calderó Ripoll. Va treballar a la decoració de molts edificis modernistes entre ells l'Institut Pere Mata i la casa Navàs de Reus, al costat de Lluís Domènech i Montaner, i al Teatre Fortuny i al Teatre Circ, on feia l'escenografia. Bergadà destaca en el seu interès pels detalls del paisatge immediat: els horts, els camins, els masos, els barrancs, la flora característica...
Va tenir plaça de professor de dibuix a l'Institut de Reus, a l'Escola Municipal de dibuix i al Centre de Lectura i va exposar a Reus, Barcelona y Madrid. Va tenir també acadèmia pròpia, al raval de Martí Folguera, 31. Va col·laborar a la majoria de periòdics gràfics de l'època, especialment a la Ilustració Catalana, l'Esquella de la Torratxa, Reus Artístich i El Heraldo de Reus
L'historiador reusenc Pere Anguera diu que la guerra civil va impedir que el seu enterrament es convertís en l'homenatge que es mereixia. El 1949 el Centre de Lectura va crear una beca de pintura amb el seu nom. La seva ciutat natal li va dedicar un carrer entre el raval de Martí Folguera i l'avinguda del Carrilet.